# Alexa Leary
Alexa Leary (18 agosto 2001) è una nuotatrice paralimpica australiana.

## Biografia
Leary è nata da Russ e Belinda Leary. Ha due sorelle, Madison e Ashtyn, e due fratelli, Max e Jack. È cresciuta a Gold Coast e in seguito si è trasferita prima a Yamba e poi a Noosa dove si trovava il suo allenatore di triathlon. Ha frequentato il Good Shepherd Lutheran College.
Il 17 luglio 2021 Leary ha subito lesioni cerebrali a seguito di un grave incidente ciclistico a Pomona, nel Queensland, che le hanno cambiato la vita. Mentre andava in bicicletta per allenarsi per il triathlon, la ruota anteriore ha urtato la bici davanti cadendo rovinosamente a 70 km/h. Ha battuto violentemente la testa, il che ha provocato gravi danni cerebrali, coaguli di sangue e diverse ossa rotte che l'ha obbligata a 111 giorni in ospedale. Mentre era in ospedale, una campagna di raccolta fondi chiamata "moveforlex" ha raccolto oltre 130.000 dollari per cure migliori presso il reparto di neurochirurgia del Royal Brisbane and Women's Hospital, con un'attenzione particolare alle attrezzature e al supporto familiare.

## Carriera

### Triathlon
Prima del suo terrbile incidente, Leary ha vinto una medaglia d'argento nella categoria Under 18-19 femminile alla World Triathlon Grand Final di Losanna, in Svizzera.

### Nuoto paralimpico
Il suo allenamento di triathlon comprendeva il nuoto. Dopo il suo incidente è stata classificata come nuotatrice nella classe S9. Ai Campionati mondiali di nuoto paralimpico del 2023, a Manchester, ha vinto una medaglia d'oro nei 100 metri stile libero femminili classe S9 appena fuori dal record mondiale e una medaglia d'argento nei 50 metri stile libero femminili classe S9.
È allenata da Jon Bell a St Hilda's sulla Gold Coast con sessioni private poiché necessita di un allenamento attento e personale. È stata selezionata per competere alle Paralimpiadi estive del 2024 a Parigi dove ha vinto due medaglie d'oro, individualmente nei 100 metri stile libero S9 e come parte della staffetta mista 4x100 metri (34 punti) e una medaglia d'argento nella staffetta 4x100 metri stile libero (34 punti).

## Palmarès

### Giochi paralimpici
| Anno | Manifestazione                 | Sede   | Evento                                        | Risultato | Note |
| ---- | ------------------------------ | ------ | --------------------------------------------- | --------- | ---- |
| 2024 | XVII Giochi paralimpici estivi | Parigi | 100 metri stile libero classe S9              | Oro       |      |
| 2024 | XVII Giochi paralimpici estivi | Parigi | Staffetta 4x100 metri misti - 34 punti        | Oro       |      |
| 2024 | XVII Giochi paralimpici estivi | Parigi | Staffetta 4x100 metri stile libero - 34 punti | Argento   |      |

### Mondiali
| Anno                            | Manifestazione               | Sede       | Evento                           | Risultato | Note |
| ------------------------------- | ---------------------------- | ---------- | -------------------------------- | --------- | ---- |
| 2023                            | Campionati mondiali di nuoto | Manchester | 100 metri stile libero classe S9 | Oro       |      |
| 50 metri stile libero classe S9 | Argento                      |            |                                  |           |      |

## Riconoscimenti
- 2023 – Australian Institute of Sport - Scoperta dell'anno[8]
- 2023 - Australian Institute of Sport Awards - Atleta emergente dell'anno[9]